# Бекирова, Сабрие Искандеровна
Сабрие́ Исканде́ровна Беки́рова (род. 7 мая 1965, Андижан) — российский дирижёр, заслуженный деятель искусств Республики Северная Осетия-Алания (2010).

## Биография
Родилась в Андижане в семье депортированных крымских татар Искандера и Хатидже Бекировых. В возрасте двух лет с родителями и старшими сёстрами переехала в Новороссийск. Училась в Новороссийском музыкальном училище у педагога Михаила Токарева.
В 1990 году окончила Санкт-Петербургскую консерваторию по классам скрипки у профессора Е. А.Комаровой и оперно-симфонического дирижирования у профессоров И. А. Мусина и Ю. Х. Темирканова. В 1996—1998 годах — приглашённый дирижёр Карельской Государственной филармонии. В 2000—2002 годах — дирижёр театра «Санкт-Петербург Опера». В 2004—2007 годах — дирижёр симфонического оркестра популярной и классической музыки Санкт-Петербурга. С 2005 года преподаёт дирижирование в Санкт-Петербургском Государственном Университете культуры и искусств. С 2008 по 2011 год — главный дирижёр Национального Государственного театра оперы и балета, г. Владикавказ, Республика Северная Осетия-Алания. С 2014 года является приглашённым дирижёром Национального симфонического оркестра Республики Башкортостан. С 2015 года работает в качестве профессора оркестрового дирижирования в Институте высших искусств Тулузы, сотрудничает с Национальным симфоническим оркестром Капитолия Тулузы и симфоническим оркестром Оперы и Филармонии Подляска в Белостоке.